# 페우모
페우모(스페인어: Peumo)는 칠레 리베르타도르헤네랄베르나르도오이긴스 주 카차포알 현의 코무나이다.